# مجلس نواب واشنطن
مجلس نواب واشنطن (بالإنجليزية: Washington House of Representatives)‏ هو مجلس النواب التشريعي لولاية واشنطن الأمريكية، يقع المقر الرئيسي له في أولمبيا، واشنطن، ويتكون من 98 مقعداً، وهو المجلس الأدنى في كونغرس ولاية واشنطن.

## طالع أيضًا
- كونغرس ولاية واشنطن